# Mundo de margaritas

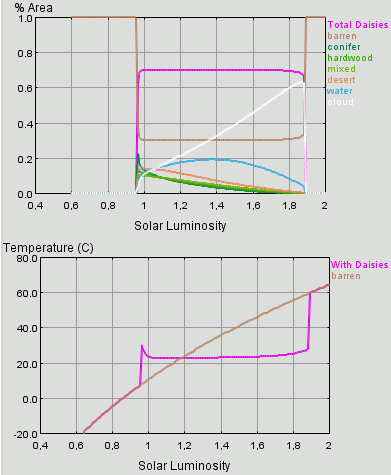
Salidas de una simulación informática sencilla de un mundo de margaritas, en las que se aprecia la homeostasis que la biota es capaz de sostener en un cierto rango de temperatura.

Mundo de margaritas (nombre original 'DaisyWorld') es una simulación informática publicada en 1983, creada por James Lovelock y Andrew Watson para ilustrar su hipótesis Gaia. 
La simulación trata de la hipótesis de un mundo orbitado por un sol cuya temperatura está aumentando lentamente. En dicho planeta se siembran dos variedades de margaritas como únicas formas de vida: margaritas negras y blancas. Las margaritas blancas tienen pétalos que reflejan la luz, y las negras tienen pétalos negros que absorben la luz. Ambas especies tienen la misma curva de crecimiento (esto es, su tasa de reproducción es la misma en función de la temperatura) pero las margaritas negras son en sí mismas más calientes que las blancas y que la tierra desnuda. Un planeta con predominio de margaritas blancas es más frío que otro con más margaritas negras.
Al principio de la simulación, mundo de margaritas es tan frío que solo unas pocas margaritas negras y casi ninguna blanca pueden sobrevivir. Siempre que la temperatura del planeta disminuya, las flores negras predominarán al absorber calor del sol, lo que hace que la temperatura del planeta aumente, permitiendo una mayor proliferación de margaritas negras y mayor absorción de calor. Cuando el planeta se hace más cálido, las margaritas blancas comienzan a reproducirse más, y a la larga, el planeta alcanza un punto de equilibrio en la temperatura. Cualquier incremento de temperatura es combatido por una mayor proporción de margaritas blancas; cualquier disminución de la temperatura conduce a tener un mayor número de margaritas negras. Un sistema así, es extraordinariamente estable frente a las variaciones de energía solar incidente, de forma que el planeta se mantiene en homeostasis. Finalmente la temperatura se hará demasiado alta para ser contrarrestada por las margaritas y el calor arrasará el planeta.
Cuando la simulación se realiza sin margaritas, la temperatura del planeta sigue la curva de la temperatura solar. Con margaritas al principio de la simulación, el planeta tiene un calor adicional y al final es más fresco, resultando una temperatura cercana al equilibrio durante la mayor parte de la simulación. En este sentido, las margaritas están modificando el clima para crear unas condiciones más favorables para sí mismas. De cualquier manera, el sistema mundo de margaritas manifiesta histéresis: para unas constantes solares, el planeta tiene dos estados estables distintos, uno sin vida y otro cubierto de vida al 100%.
En versiones posteriores de la simulación mundo de margaritas se incluyen conejos, zorros y otras especies. Uno de los aspectos más sorprendentes de estas simulaciones es que cuanto mayor es el número de especies, mayor es la mejoría de los efectos sobre el planeta (esto es, la regulación de la temperatura mejora). Estos descubrimientos dan bases a la idea de que la biodiversidad es valiosa e inició la actual discusión a favor de la biodiversidad.
Mundo de margaritas ha tenido gran cantidad de críticas. Tiene escaso parecido con la Tierra; el sistema necesita una tasa de defunción al efecto (γ) para poder mantener la homeostasis; no aclara la distinción entre los fenómenos que ocurren a las especies y los que ocurren a los individuos. De cualquier forma, mundo de margaritas demuestra discutiblemente que la homeostasis biológica no requiere de una explicación teleológica.
Una versión de la simulación mundo de margaritas se incluyó en el videojuego SimEarth de la compañía Maxis.